# Текстура паралельна

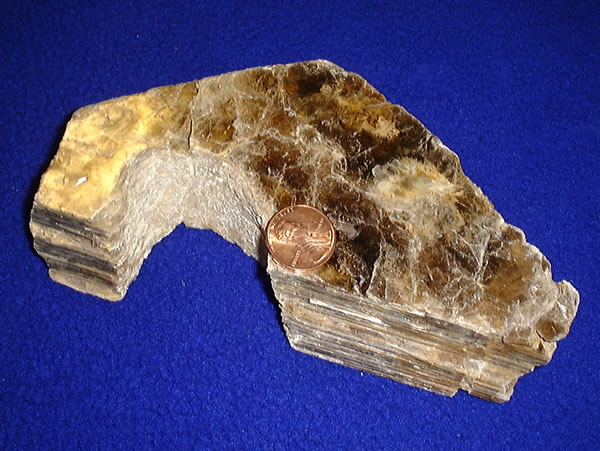
Приклад паралельної структури. Слюда.

Тексту́ра парале́льна — текстура гірських порід, характерна паралельним розміщенням їхніх складових частин. Розрізняють лінійнопаралельну і плоскопаралельну (планпаралельну) текстуру. Різновид паралельної текстури — текстура флазерна.